# Artémidore de Daldis
Pour les articles homonymes, voir Artémidore.
Œuvres principales
Onirocritique
Traité des Augures
Traité de la Chiromancie
Artémidore de Daldis ou Artémidore d'Éphèse (en grec ancien Αρτεμίδωρος) (fl. 101) est un écrivain et philosophe syrien d'expression grecque du IIe siècle. Il ne doit pas être confondu avec un autre Artémidore d'Éphèse, géographe du Ier siècle av. J.-C.
Son ouvrage principal, l’Onirocritique (Ὀνειροκριτικά / Oneirokritika, litt. « interprétation des rêves »), condense tout le savoir antique sur la divination par le rêve et servira durant des siècles d’ouvrage de référence sur la question. Il fut lu et resta un ouvrage de référence pour les recherches de Sigmund Freud. Sa patrie est sujette à caution, mais lui-même, dans l'introduction de ses deux autres ouvrages (un Traité des Augures et Traité de la Chiromancie), se surnomme « l’Éphésien ».
L’Antiquité n’a pas cessé de s’intéresser au rêve, perçu comme un lien entre l’homme et tout ce qui le dépasse. Pour paraphraser l’ouvrage Sur les rêves de Freud, on dira que les Anciens tenaient le rêve pour une information soit bienveillante soit hostile de puissances supérieures, dieux et démons. Dès l’époque des poèmes homériques, au VIIIe siècle av. J.-C., il est question de gens qui interprètent les rêves. À partir du Ve siècle av. J.-C., les textes grecs commencent à employer le terme d’oneirokritès pour désigner ces interprètes des rêves. Ce sont souvent des gens modestes qui s’adressent à un public populaire qu’ils rencontrent à l’agora ou à l’occasion des grands rassemblements de pèlerins, lors des panégyries. Pour une petite somme d’argent, ils expliquent de manière mécanique les rêves de ceux qui viennent les trouver.
Parallèlement, les rêves jouent un rôle religieux de plus en plus grand, ainsi dans le culte d’Asclépios. Cela entraîne le développement d’une médecine de sanctuaire fondée sur les rêves des malades en consultation. D’autres onirocrites se mettent au service des puissants, comme Aristandros de Telmessos avec Alexandre le Grand. Ces professionnels, conscients de la technicité de leur art qu’ils pratiquent avec méthode, suscitent la rédaction de traités théoriques et pratiques. De toute cette production, seuls les Onirocritiques d’Artémidore ont subsisté.

## Biographie
Artémidore n’est connu que par ce qu’il dit de lui-même et ce qu’ajoutent quelques textes où il est évoqué, comme le médecin Galien ou la Souda, une encyclopédie byzantine. C’est peu pour le situer dans le temps. Mais son œuvre contient bien des détails qui permettent de voir combien il est représentatif de son milieu et de son époque. Peu de textes en effet permettent de mieux appréhender les réalités de l’Orient romain, c’est-à-dire de cette partie de l’Empire où l’on continuait à parler le grec.
Artémidore évoque quelques événements historiques : la révolte des Juifs de Cyrène qui éclata en 115, à la fin du règne de Trajan ; le concours des Eusébeia fondé vers 138-139 par Antonin le Pieux en mémoire de son prédécesseur et père adoptif Hadrien. Cela fournit la date à laquelle il faut situer Artémidore. Comme il est mentionné par le médecin Galien, vers 175-180 (Commentaire sur le traité hippocratique Du régime dans les maladies aiguës), on en déduit que son activité doit être placée dans les années 140-180, sans qu’il soit possible de préciser plus. Artémidore a donc vécu au temps où l’Empire romain, sous la conduite d’Antonin le Pieux (138-161) et de Marc Aurèle (161-180) était au sommet de sa puissance et de son développement. C’est l’un de ces nombreux auteurs qui ont marqué ce nouvel âge d’or des lettres et de la pensée grecques, à l’époque de la pax romana.
Il dit lui-même qu’il est citoyen d’Éphèse. Il a sans doute passé une bonne partie de son existence dans cette cité riche et très peuplée d’Asie Mineure, sur la côte de la mer Égée. Les nombreux monuments du IIe siècle que les fouilles autrichiennes ont découverts sur le site d’Éphèse témoignent du paysage urbain qu’a connu Artémidore et de la prospérité de cette ville alors dominée par une riche élite de notables et qui servait de capitale à la province d’Asie. La vie à Éphèse s’était romanisée : on y organisait par exemple des combats de gladiateurs, ce qui était étranger à la tradition grecque. Le traité d’Artémidore témoigne du reste de l’importance de ce genre de spectacle pour son public. Le port actif d’Éphèse en faisait une ville ouverte sur l’extérieur et il ne faut pas s’étonner qu’Artémidore ait pu beaucoup voyager et que des nouvelles de ce qui se passait dans l’Empire lui soient arrivées en abondance.
Si par son père, qui s’appelait Phocas selon Galien, Artémidore était éphésien, sa mère venait de Daldis, une cité beaucoup plus modeste de l’intérieur de l’Asie Mineure, en Lydie précisément. Artémidore explique qu’il a tenu à ce que son Onirocritique soit diffusée sous le nom d’Artémidore de Daldis plutôt que d’Éphèse, comme pour ses autres ouvrages. Il voulait illustrer sa patrie maternelle et la faire connaître.
Le nom Artémidore (Artemidôros en grec, soit don d’Artémis) témoigne peut-être de la dévotion de sa famille à l’égard d’Artémis, la grande déesse d’Éphèse (il évoque Artémis Éphésienne en IV, 4, notamment). Dans son livre, Artémidore souligne cependant les liens qui le rattachent au dieu principal de Daldis, Apollon Daldianos, que l’on appelait aussi Apollon Mystès. Dans la conclusion du livre II, il explique que l’idée de rédiger son Onirocritique lui serait venue d’Apollon Mystès, lors d’un songe. L’inspiration divine est au demeurant un lieu commun chez les auteurs de cette époque. L’historien Dion Cassius aurait lui aussi reçu en rêve l’injonction d’écrire son Histoire romaine.
Mais si Artémidore apparaît comme fortement attaché à ses deux patries, il n’en a pas moins beaucoup voyagé, notamment pour se documenter. Il s’est rendu en Grèce d’Europe, où l’on continuait à organiser les prestigieux concours d’Olympie, de l’Isthme. Artémidore a souvent l’occasion d’évoquer cette vie agonistique du monde grec. Il dit lui-même dans la lettre de dédicace qu’il a fréquenté les interprètes populaires  « durant de nombreuses années et, tant en Grèce, dans les villes ou durant les panégyries, qu'en Asie, en Italie et dans les plus grandes et les plus peuplées des îles » (voir aussi la préface du livre V, où il parle des rêves qu’il a collectés « dans les panégyries de la Grèce et en Asie Mineure et encore aussi en Italie »). Il s’est rendu aussi en Italie et, sans doute, à Rome. Pour Artémidore, ces voyages ont été un préalable à la rédaction de l'Onirocritique et il recommande vivement de voyager à son fils, qui s’appelle lui aussi Artémidore et se destine à la même activité que son père (prologue du livre IV). Mais le monde qui lui est le plus familier reste bien l’Asie Mineure dont il évoque souvent les grandes cités comme Smyrne, Pergame ou Cyzique.
Il avait épousé Musonia, fille de Gaius Musonius Rufus. Leur fille aurait épousé un nommé Rufius, qui serait le fils d'un autre Rufius et d'une fille de Gaius Caesius Bassus.

## Œuvre
Les préfaces aux livres I et IV s’efforcent en effet d’exposer les principes de base et les méthodes de l’onirocritique. Elles permettent de voir le soin qu’il a mis à rassembler sa documentation. Non seulement il a voyagé et rencontré toutes sortes d’onirocrites (voir ci-dessus), mais il a aussi collecté le plus grand nombre de traités d’onirocritique qu’il pouvait (I, dédicace) ; il mentionne d’ailleurs assez souvent ses devanciers. Artémidore exerçait aussi la fonction d’interprète des rêves, sans doute auprès d’un public aisé qui devait le payer. La Souda lui attribue trois ouvrages différents : l’Onirocritique, mais aussi un traité de divination d’après le vol des oiseaux (les Oiônoskopika) et enfin un traité sur la lecture des lignes de la main (les Kheiroskopika). Le traité sur le vol des oiseaux est aussi mentionné par Galien, mais l’attribution à Artémidore d’un traité sur les lignes de la main est certainement fausse dans la mesure où il parle de ceux qui font cela comme de charlatans. Artémidore lui-même dit qu’il a écrit de nombreux livres (III, conclusion). Quoi qu’il en soit, l’Onirocritique est le seul ouvrage de lui qui nous est parvenu.
Il faut ajouter que, bien qu’il s’agisse de divination, et donc, de notre point de vue, de superstition, Artémidore se place dans une perspective largement rationaliste, avec une exigence de rigueur méthodique qui distinguait sans doute son ouvrage parmi les autres du même genre.
En plus de pratiquer l’onirocritique, Artémidore avait lu les anciens traités et fréquenté de nombreux devins, apprenant ainsi à connaître les songes qui se racontent ici et là. Artémidore est convaincu de faire œuvre utile et scientifique. Il s’explique sur son art avec d’autant plus de candeur que certaines parties de son ouvrage ne sont pas destinées au public, mais à son fils seulement, tel l’ensemble du livre IV. Dans cette section, il s’efforce d’aller plus au fond de la science des rêves afin de donner à son fils des outils d’interprétation qui en feront « un interprète des songes meilleur que tous ou du moins non inférieur à aucun autre ».
De fait, la documentation d’Artémidore comporte trois mille rêves. Sa foi dans la valeur prédictive des rêves est du même ordre que celle du primitif envers un rituel de magie, dont on a montré que l’échec à produire l’effet anticipé n’a pas pour effet d’invalider la croyance, mais est attribué à un défaut dans l’exécution du rituel. Il en est ainsi en matière d’oniromancie. Le rêve est par définition toujours vrai. Le fait qu’un rêve ne se réalise pas comme prévu ne signifie pas que la science de l’onirocritique soit vaine, mais que l’interprète des songes n’a pas tenu compte de tous les éléments du rêve ou qu’il les a interprétés de façon incorrecte. Il faut en effet beaucoup de perspicacité pour être un bon devin et témoigner d’une habileté supérieure à déchiffrer les énigmes que s’ingénie à nous proposer la divinité par rêve interposé[réf. nécessaire].
À titre d’exemple, Artémidore évoque le songe du capitaine de navire qui, égaré à la suite d’une tempête, s’était vu en rêve demander s’il arriverait jamais à Rome. La réponse avait été « ου », soit le mot grec signifiant « Non ». C’était là une réponse on ne peut plus claire, semble-t-il. Or, ce brave capitaine était pourtant bien arrivé à Rome, mais 470 jours plus tard. Le rêve était-il fautif ? Non, explique Artémidore, car, dans le système de notation mathématique employé en grec, la lettre omicron vaut 70 et le upsilon vaut 400, pour un total de 470 : le rêve avait donc bien prédit le vrai, car il n’y a « aucune différence entre dire le chiffre même et dire le nom de la lettre qui exprime le nombre[réf. nécessaire].

## L'interprétation des rêves
La base de son interprétation repose sur un système très élaboré de classification des rêves. Les rêves se divisent en deux grandes classes : le rêve non divinatoire (ἐνύπνιον) et le songe divinatoire (ỏνειρος).
La première classe se divise à son tour en rêves somatiques, qui concernent seulement le corps, psychiques, concernant seulement l’âme et mixtes, concernant les deux. Mais cette classe n’intéresse guère l’onirocritique, vu qu’ils ne prédisent pas l’avenir.
Le songe divinatoire se divise en deux grandes catégories :
- La première est constituée par les songes théorématiques, où la vision coïncide avec son accomplissement, comme de rêver qu’un ami lointain vient vous rendre visite et que celui-ci arrive justement le jour suivant. Ces rêves n’exigent pas une grande habileté de la part de leur interprète. Et le rêveur est vite fixé sur leur réalisation.
- L’autre grande catégorie est constituée par les songes allégoriques : ce sont « les songes qui signifient certaines choses au moyen d’autres choses : dans ces songes, c’est l’âme qui, selon certaines lois naturelles, laisse entendre obscurément un événement[10] » ou « qui indiquent l’accomplissement signifié au moyen de symboles énigmatiques[11] ». On voit que, pour Artémidore, les songes relèvent bien d’une étude scientifique vu que les symboles au moyen desquels ils s’expriment relèvent de lois naturelles.

Ces songes allégoriques se divisent en cinq espèces, selon la personne ou le groupe de personnes concernés par le songe. Ce peuvent être : le rêveur seul, quelqu’un d’autre, le rêveur et quelqu’un d’autre, le public en général, l’univers.
Chacune de ces espèces se subdivise à son tour en sous-espèces selon le rapport entre le songe et son accomplissement. Certains songes prédisent beaucoup de choses au moyen de beaucoup de choses, peu de choses au moyen de peu, beaucoup par le moyen de peu, peu par le moyen de beaucoup.
Enfin, ces sous-espèces se divisent à leur tour en quatre types : bons au-dedans et au-dehors, par exemple voir les dieux joyeux dans son rêve et en retirer un accomplissement heureux ; mauvais au-dedans et au-dehors, comme de rêver qu’on tombe dans un précipice ; bons au-dedans mais mauvais au-dehors, comme de rêver qu’on reçoit d’un mort un parfum ou une rose ; mauvais au-dedans mais bons au-dehors, comme de rêver, pour un esclave, qu’il sert dans l’armée, car seul un homme libre peut servir dans l’armée.
Ainsi nous avons deux classes dont les sous-divisions correspondant à cinq catégories dont la principale, celle des rêves allégoriques, comporte cinq espèces, elles-mêmes divisées en vingt sous-espèces et celles-ci en quatre-vingt types.
Mais ce n’est pas tout. L’interprétation doit également tenir compte du domaine auquel appartient le symbole. Conformément à ses devanciers, Artémidore distingue six données fondamentales susceptibles d’apparaître dans n’importe quel type de rêve : la nature, la loi, la coutume, le métier, les noms et le temps. Chacune de ces données peut être positive ou négative. En principe, toutes les visions de rêve conformes à l’un de ces six domaines sont de bon augure, et inversement. Il faut mettre au crédit d’Artémidore le fait qu’il résiste à augmenter indûment le nombre de ces catégories et se moque des analystes qui identifient « tantôt dix-huit, tantôt cent, tantôt cent cinquante » de ces données fondamentales. Pour lui, des caractéristiques comme la joie, la tristesse, la haine, la maladie, etc., ne sont pas des données fondamentales, mais relèvent toutes de la donnée « nature ».

## Influence sur les auteurs contemporains
Freud a contribué à réhabiliter Artémidore, même s'il s'en écarte radicalement quant à la valeur des songes : pour le psychanalyste, le rêve n'annonce pas l'avenir mais parle de notre passé.
Michel Foucault fait une exégèse de l’Onirocritique dans le premier chapitre (« Rêver ses plaisirs ») du troisième volume de son Histoire de la sexualité (Le souci de soi). S'intéressant aux chapitres portant sur les rêves sexuels, Foucault va utiliser l'œuvre d'Artémidore pour son travail de généalogie de la sexualité. Dans la première partie de ce chapitre, il affirme qu'« Artémidore ne dit pas s'il est bien ou non, moral ou immoral, de commettre tel acte, mais s'il est bon ou mauvais, avantageux ou redoutable de rêver qu'on le commet. Les principes qu'on peut dégager ne portent donc pas sur les actes eux-mêmes, mais sur leur auteur, ou plutôt sur l'acteur sexuel en tant qu'il représente dans la scène onirique, l'auteur du songe et qu'il fait présager par là le bien ou le mal qui va lui arriver ».